# Гекон туркменський
Гекон каспійський (Tenuidactylus turcmenicus) — вид геконів родини геконових (Gekkonidae). Один із 8(9) видів роду тонкопалих геконів (Tenuidactylus). Поширений переважно в Південно-Західній Азії. Мешканець аридних передгір'їв та гір. 

## Опис
Середніх розмірів гекон довжиною тулуба до 8 см та довжиною хвоста до 11,8 см. Верхня та бічні поверхні тулуба покриті дрібною зернистою лускою, серед якої розташовані 12—14 поздовжніх рядів великих тригранних горбків. Хвостові луски розташовані сегментарно. У самців не менше 30 стегнових пір, їх ряд посередині не перерваний. Верхня сторона тулуба більш-менш вираженого охристого кольору з 5 розмитими буруватими поперечними смугами. До 10 поперечних смуг того ж кольору є на хвості. Черево має світлий колір без плям. 

## Поширення

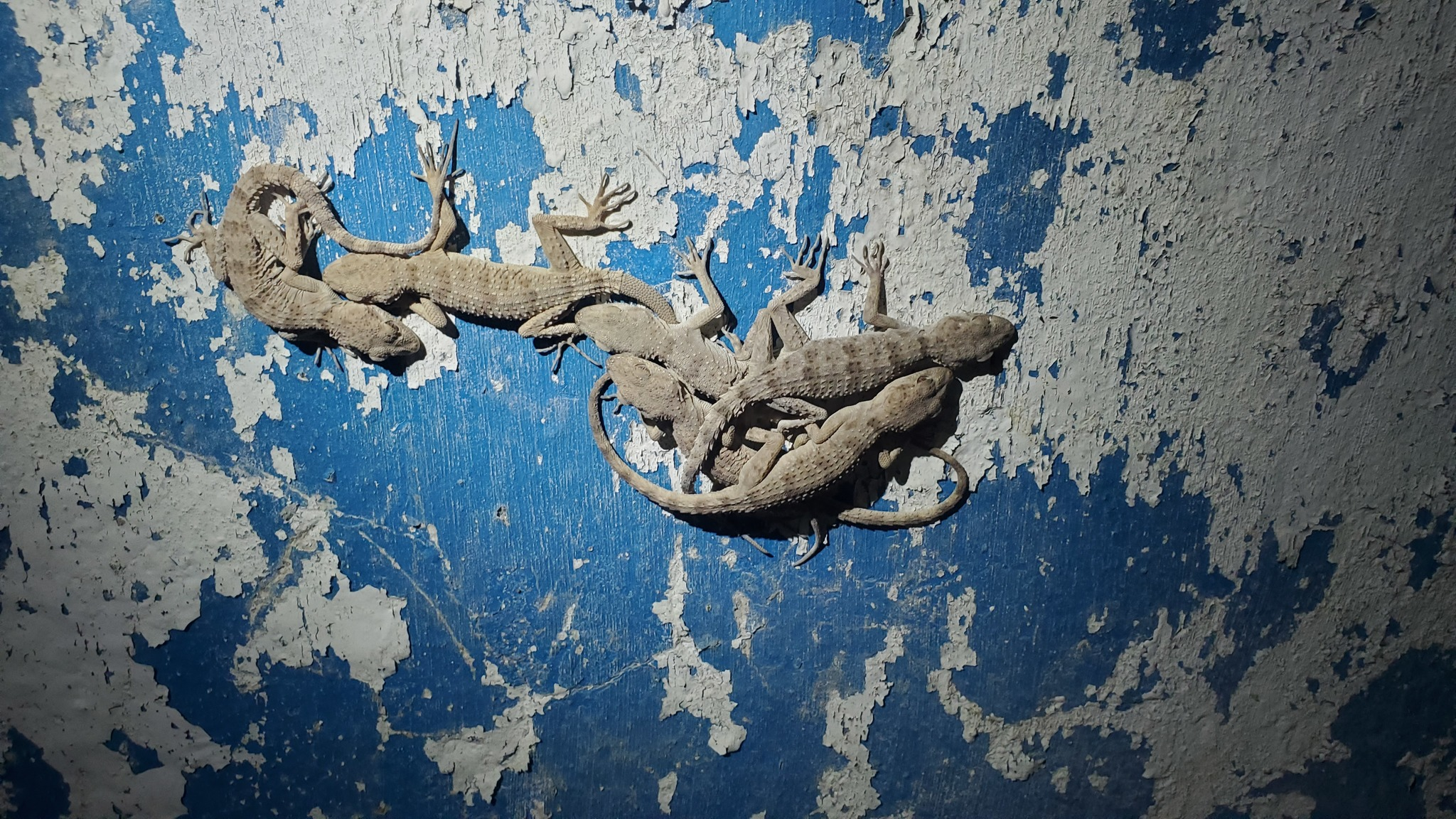
Тритони туркменські гріються на стіні старої будівлі

Рідкісний вид з обмеженим ареалом. Поширений на крайньому півдні Туркменістану і в сусідніх районах Афганістану та Ірану. Ареал виду охоплює територію від Кушко-Мургабського межиріччя й південних околиць височини Карабіль на схід і південь через Парапоміз до західних відрогів Гіндукушу. 

## Спосіб життя
Мешкає переважно на різної крутизни скельних обривах, утворених виходами вапняків та пісковиків. На відміну від гекона каспійського, який займає пологі схили гір, гекон туркменський трапляється на вертикальних скельних обривах, головним чином, південної експозиції. Як схованки цей гекон використовує тріщини й промоїни в ґрунті. Чисельність в деяких місцях сягає 160—300 ос./га. Зустрічаються на висоті від 570 до 720 м над рівнем моря. Навесні з'являються на поверхні в середині квітня. У теплий сезон ведуть присмерковий або нічний спосіб життя.
Статева зрілість настає на 2 році життя. Це яйцекладні гекони. Відкладання 1—2 яєць відбувається в травні.
Живляться гекони, в основному, комахами, серед яких переважають дрібні жуки, мурашки, метелики і клопи. Рідше в харчовому раціоні зустрічаються павуки, фаланги та інші безхребетні. 

## Систематика
Раніше розглядався в складі родів Cyrtopodion або Gymnodactylus. У 1984 році кілька видів геконів, у тому числі гекон туркменський, виділені в самостійний рід тонкопалих геконів (Tenuidactylus), який наразі включає 8(9) видів.